# لوم رکسهپی
لوم رکسهپی (فنلاندی: Lum Rexhepi؛ زادهٔ ۳ اوت ۱۹۹۲) بازیکن فوتبال اهل فنلاند است.
از باشگاه‌هایی که در آن بازی کرده‌است می‌توان به باشگاه فوتبال هلسینکی و باشگاه فوتبال لیلستروم اشاره کرد.
وی همچنین در تیم‌های ملی فوتبال زیر ۲۱ سال فنلاند، فنلاند و کوزوو بازی کرده‌است.